# 電激ストライカー
『電激ストライカー』（でんげきストライカー）は、成人向けゲームブランド・OVERDRIVE（オーバードライブ）製作のアダルトゲーム。2011年5月27日に発売を予定していたが、同年3月11日に発生した東日本大震災の影響により、6月24日に発売延期となった。

## 概要
OVERDRIVEの第4作目。キラ☆キラ、DEARDROPSとバンドの物語が続いたが、一転してヒーロー物の作風となった。それは、OVERDRIVEが5周年を迎えることで原画家である片倉真二が好きなようにゲームを作ることとなったためである。企画は片倉真二が漫画を書いていき、それをゲームにしていくという形が取られた。その企画書としての漫画は、電激ストライカー初回限定版に零の章、電激ストライカー予約特典に天の章がそれぞれ付属し、電激ストライカーが発売した年の冬のコミックマーケットでは、OVERDRIVE5周年セットの一つとして空の章の漫画があった。現在漫画の一部は電激ストライカー公式サイトで公開されている。
今作ではOVEDRDRIVEとしては初めてとなるアニメーションを使った演出がなされた箇所がある。SILVER LINK.が制作した『バカとテストと召喚獣』のEDをOVERDRIVE代表であるbambooが歌ったことがきっかけで、アニメパートを入れることが決まったという。
2012年7月27日には本作の演出を強化し、シナリオも増量させたOVERDRIVE第8作目となる『超電激ストライカー』が発売となった。
クラウドゲーミングプラットフォーム「OOParts」に『キラ☆キラ』『超電激ストライカー』をアルファ版として提供しており、2020年4月24日に正式配信された。

## ストーリー
とある村にヒーローに憧れを抱いていた少年、主人公・結城ヤマトがいた。幼馴染のはるながいじめられている時には助けに行くのだが、毎度返り討ちにあっていた。ある時はるなが引越ししてしまうことを知る。ヤマトはその事実に悲しみながらも、はるなの見送りをすることを約束する。
悲しみにくれるヤマトは泣き顔を見られたくないために人気のない神社へとやってくる。そこに現れたのはどこか不思議な雰囲気を持った老人、「思い出コレクター」であった。彼は思い出と引換にどんな望みでも叶えるという。ヤマトはヒーローになりたいと願った。幼馴染だって守れるヒーロー、自分が憧れる漫画のヒーロー「電激ストライカー」に。
数年後、「バルボラ帝国」と名乗る強化人間たちが現れ都市を襲撃する。警察も誰も手出しができないほどの強さを持った強化人間たちへと、一人立ち向かう戦士の姿があった。その戦士は強化人間たちを蹴散らしていく。その戦士は漫画「電激ストライカー」に登場するヒーローそのものであった。

## 登場人物

### ストライカー側
結城 ヤマト（ゆうき やまと）/ストライカー零
声 - 桜川春仁
本作品の主人公。
本郷 はるな（ほんごう はるな）
声 - あずまゆい
ヤマトの幼馴染で、心優しき少女。しばらくヤマトと離ればなれになるものの、転校を機にヤマトと再会した。
一文字 さやか（いちもんじ さやか）
声 - 白雪碧
ヤマトのクラスメート。彼女の実家である喫茶店に長居するヤマトには迷惑している。
ジャック（じゃっく）
声 - 桃井穂美
忍者にあこがれ、テキサス州から来た少女で、テキサス忍法の使い手。忍者は本名を教えてはならないということから、ジャックという偽名を用いており、性別も偽っている。
Hシーンの無い女性キャラ。

### バルボラ帝国側
風見 リン（かざみ りん）
声 - 五行なずな
バルボラ帝国の伍長。帝国から日本に学生を装って送られたきたスパイで、学生として潜入している。
ミラー（みらー）
声 - 緒方恵美
バルボラ帝国の大佐である女性で、先遣隊の代表として送られてきた。
マリー婆（さくらい ちか）
声 - 榊美柚（電激ストライカー）→ 田丘のり（超電激ストライカー）
バルボラ帝国の大尉。別行動をとりがちなミラーの代わりに先遣隊をまとめている。
ダニエル（だにえる）
声 - 天之夢裸村
バルボラ帝国の大尉。胸ポケットに差した薔薇とタバコが特徴的な中年男性で、先遣隊の活動資金獲得のため屋台を引いていることが多い。強化人間としての能力は重力操作。
ロッシュ（ろっしゅ）
声 - プリティRickey
バルボラ帝国の中尉である赤毛の男性。手から銀色に光る剣を多数出す戦闘スタイルをとる強化人間で、銀断のロッシュという二つ名を持つ。
フェニックス（ふぇにっくす）
声 - 泉菊之介
バルボラ帝国の中尉。炎を操る能力を持った強化人間で、二つ名は業火のフェニックス。
ヒルコ（ひるこ）
声 - 氷室百合
バルボラ帝国の少尉である、自称美少女。強化人間としての能力は念動力。
オルソン（おるそん）
声 - 山口ケン
バルボラ帝国の准尉である仮面をつけた大男。パワーに長けた反面動きは遅い。
デュラン（でゅらん）
声 - 大阪太郎
バルボラ帝国の准尉。叡智のデュランの二つ名を持ち、武器や道具作りに長けた強化人間。
ジョセフ（じょせふ）
声 - タピオカオパン
バルボラ帝国の准尉である犬。見た目は完全にただの犬だが、脳改造を受けていて人語を話す事ができる。ただし、都合が悪くなると普通の犬を装うこともある。
カーチス（かーちす）
声 - 山口ケン
バルボラ帝国の准将。日本侵略計画の総指揮官を務めるが、帝国のメンバーからは好かれていない。
クリエ
声-氷川めぐみ
『超電激ストライカー』より登場した、バルボラ帝国の中佐。強化人間であり、左腕が機械化されている。

### その他
結城 大介（ゆうき だいすけ）
声 - タピオカオパン
主人公・結城ヤマトの父親。かつてプリティー結城というペンネームの漫画家だったが、現在は山村で農業に励んでいる。
結城 ひろみ（ゆうき ひろみ）
声 - 榊美柚
主人公・結城ヤマトの母親。
一文字 一（いちもんじ はじめ）
声 - 倫理壊
一文字さやかの父親で、喫茶一文字の経営者。
思い出コレクター（おもいでこれくたー）
声 - 始終眠
思い出と引換に願いを叶える謎の人物。
イチロー（いちろー）
声 - 天之夢裸村
全身を機械に改造された強化人間。
ストライカー空（すとらいかーくう）
声 - 氷室百合
ストライカーを名乗っているが、その素性、過去、目的などすべてが謎に包まれた人物。

## 超電激ストライカー
電激ストライカーを経て、ユーザーからの意見を取り入れた電激ストライカーを超える電激ストライカーとして、『超電激ストライカー』が制作された。2011年7月27日に発売。

### 変更点
- 新規シナリオを追加
- 既存部分の演出の強化
- 追加BGMと新エンディング曲

## スタッフ
- プロデューサー：竹内"bamboo"博
- 原画・キャラクターデザイン：片倉真二
- 音楽：milktub/STUDIO 696
- シナリオ：小林且典＆卑影ムラサキ with 企画屋
- ムービー - Iris motion graphics

## 関連楽曲

### テーマ曲
電激ストライカー
オープニングテーマ
「Burst Dream」
歌：遠藤正明 作詞：milktub 作曲：milktub 編曲：ms-jacky
エンディングテーマ
「きみの夢のそばで」 - 零の章エンディング -
歌：AiRI 作詞：橋本みゆき 作曲：milktub 編曲：milktub
「Bonds」 - 天の章エンディング -
歌：AiRI 作詞：AiRI 作曲：宮崎京一 編曲：ms-jacky
「My Dream=My Will.」 - 空の章エンディング -
歌：緒方恵美 作詞：橋本みゆき 作曲：宮崎京一 編曲:宮崎京一
「BREAKING!」 - 挿入歌 -
歌：遠藤正明＆AiRI 作詞：彩木蔵葉 作曲：宮崎京一 編曲:宮崎京一

超電激ストライカー
オープニングテーマ
「Fight for the Future」
歌：遠藤正明 作詞：milktub 作曲：milktub 編曲：宮崎京一
挿入歌
「keep on Dreaming!」
歌・作詞：相良心
エンディングテーマ
「こたえ」
歌・作詞：相良心
「my place」
歌：AiRI
「SHINY TRUTH」
歌：遠藤正明

## 関連商品

### CD
STRYKERS
『超電激ストライカー』のオリジナルサウンドトラック。2011年7月27日発売。規格品番はLACA-15137。
For your Future
『超電激ストライカー』のボーカルミニアルバム。2012年7月27日発売。規格品番はSTCD-13。